# Kathedrale von Exeter
Die Kathedrale von Exeter (offiziell: The Cathedral Church of St Peter), in der südwestenglischen Stadt Exeter in der Grafschaft Devon trägt das Patrozinium des Apostels Petrus. Der Kirchenbau gilt als das „Hauptbeispiel wuchtig rauschender, gemessener Pracht ohnegleichen“.

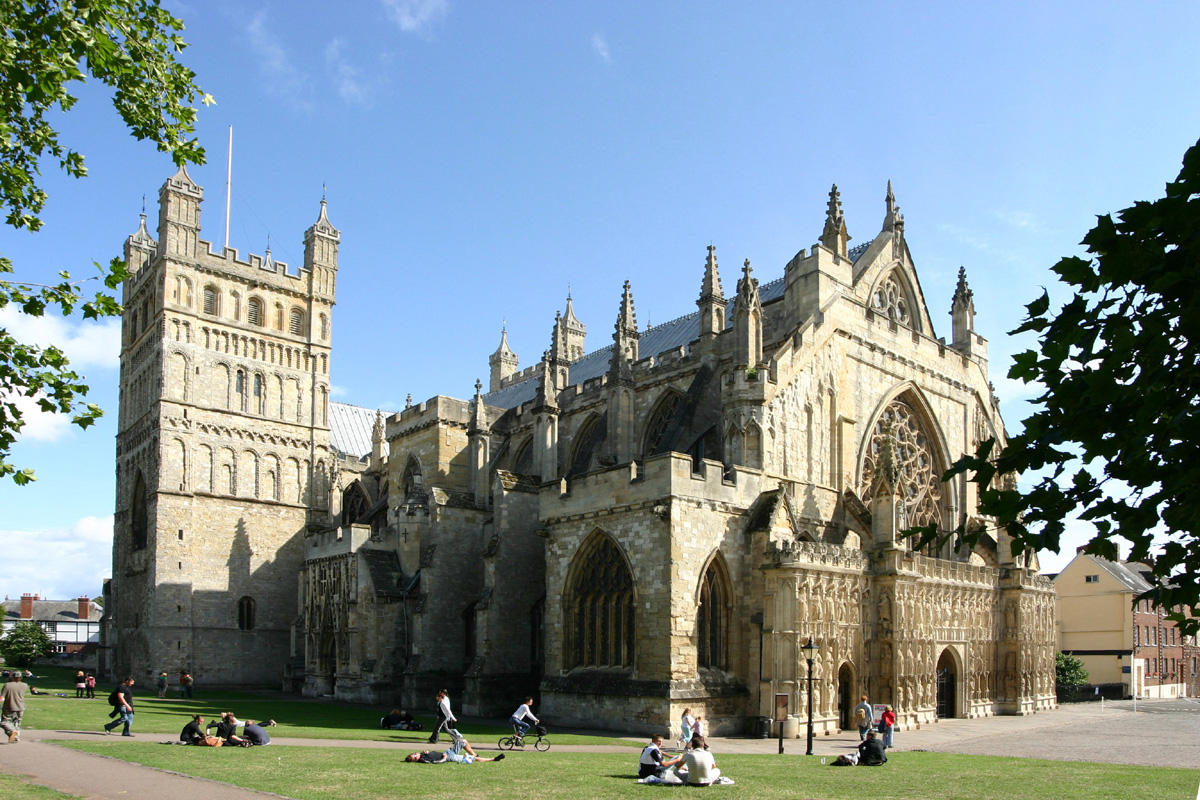
Kathedrale von Exeter mit gotischer Westfassade und anglo-normannischem Querhausturm

## Baugeschichte
Mit dem Bau der Kathedrale wurde im Jahr 1112 im romanischen, d. h. anglo-normannisch Stil begonnen. Von diesem Bau sind noch die Außenmauern des Langhauses und die beiden kolossalen, heute als Querschiff dienenden, quadratischen Türme erhalten. Der Baumeister des romanischen Vorgängerbaus hatte zu dieser ungewöhnlichen Lösung gegriffen, weil die zuvor entsprechend der englischen Tradition errichteten Vierungstürme eingestürzt waren.
Der gotische Neubau erfolgte ab 1224. Man begann mit der niedrigen Ostkapelle, der sog. Lady Chapel (Marienkapelle), einem einschiffigen Bau von drei Jochen und Flankenkapellen am Westjoch. Danach folgten um 1280/90 der gleich hohe Retrochor und das Langhaus in den Maßen der romanischen Kirche. Etwa zur gleichen Zeit (1270–1280) wurde am Südquerhaus das Kapitelhaus (Chapter-House) angebaut.

## Architektur

### Fassade

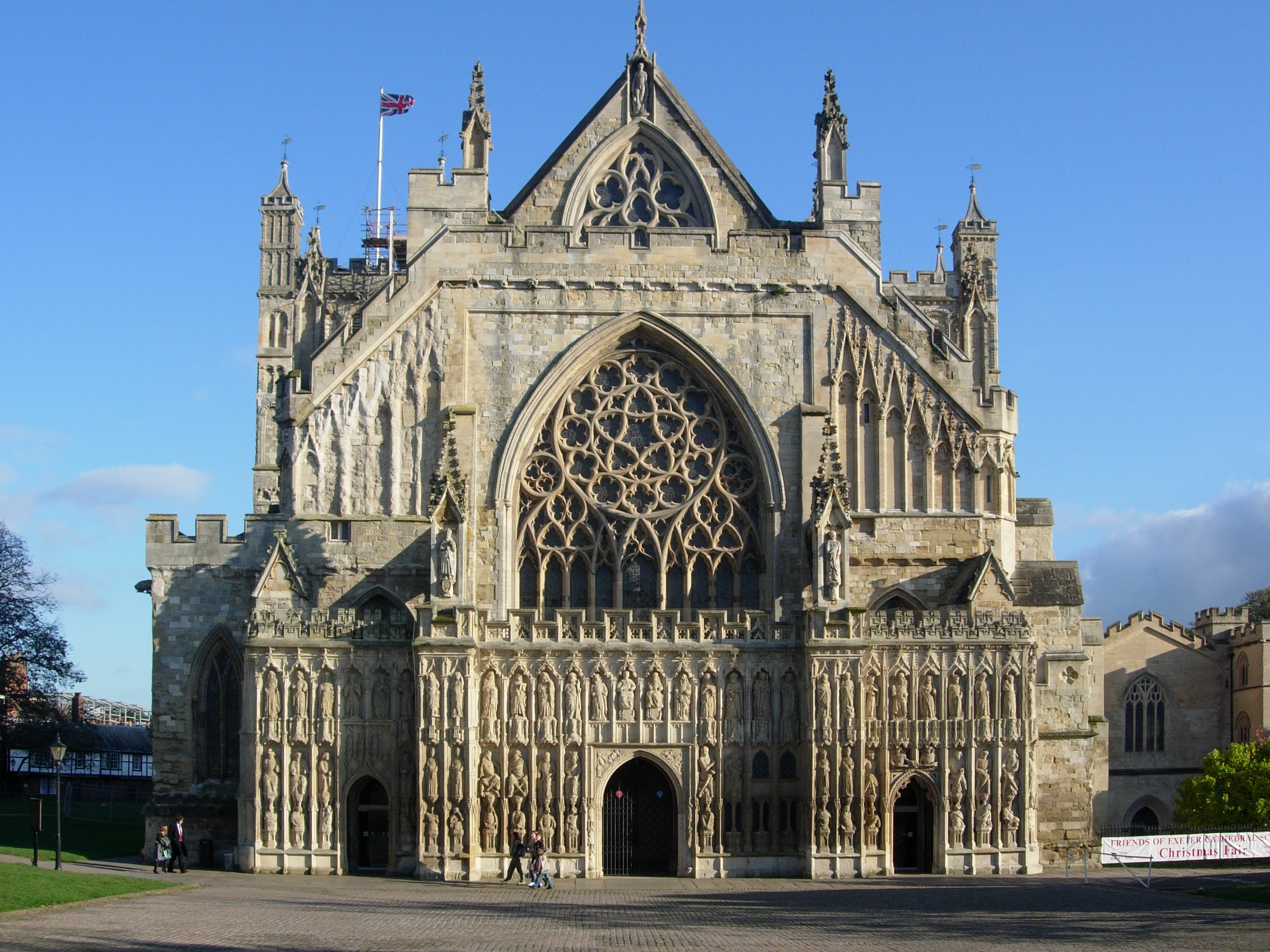
Fassade

Die turmlose Westfassade wurde im Jahr 1327 begonnen und bereits zwanzig Jahre später vollendet. Die untere Hälfte der Fassade wirkt wie ein Schnitzaltar. Sie besteht aus drei direkt übereinander liegenden Streifen von Skulpturenreihen. Die unterste Reihe der Figuren zeigt Engel, die darüber liegende Könige, welche in ihrer Funktion als Richter meistens mit gekreuzten Beinen dargestellt sind. Die oberste Reihe zeigte über dem mittleren Portal ursprünglich eine Marienkrönung, die später durch königliche Gestalten ersetzt wurde. Links und rechts stehen Aposteln und Propheten. Über diesen Bildreihen erhebt sich, leicht zurückgesetzt und dadurch wie eine weitere Fassadenschicht wirkend, ein sehr großes Stirnfenster mit Maßwerk des späten 13. Jahrhunderts. Zu den Seiten verschleiern Arkaden und Wimperge den Blick auf die Strebebögen des Langhauses. Darüber liegt der kleine Giebel, ebenfalls wiederum leicht zurückgesetzt und dadurch wie eine dritte Fassadenschicht wirkend.

### Langhaus

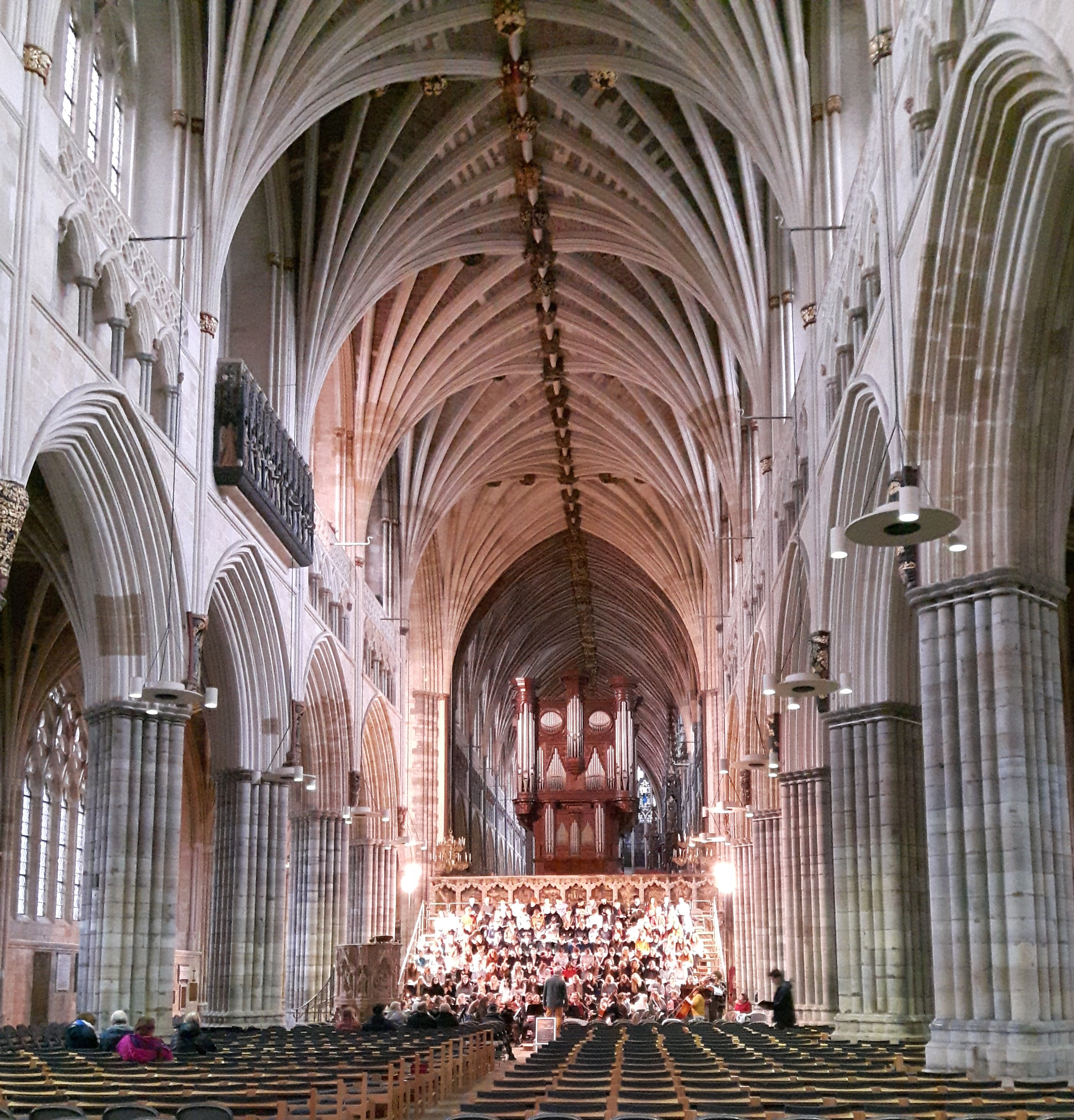
Hauptschiff Richtung Osten

Das Langhaus von Exeter ist der vielleicht einheitlichste aller Kirchenräume der spezifischen englischen Hochgotik, des Decorated Style. Von anderen Autoren wird das Mittelschiff allerdings noch zum ausgehenden Early English gerechnet. Die Kirche besitzt das längste ununterbrochene Gewölbe der Welt mit einer Länge von ca. 100 m (1224–1369). Während sich die französischen Kathedralen des 13. Jahrhunderts an Eleganz und Höhe des Raumes gegenseitig übersteigern … bleiben die englischen Bauten vergleichsweise breit und niedrig, dafür entwickeln sie die Gliederung der Wände und des Gewölbes zu einem in Frankreich unbekannten Reichtum, der dann Ende des 14. Jahrhunderts auf das Festland zurückwirkt. Die Gewölbehöhe beträgt lediglich 21 m (vergl. Kathedrale von Beauvais 48 m).
Es herrscht der Eindruck großer Harmonie durch die strukturell sehr ähnliche Gestaltung von Arkadenbögen und den tief herabgezogenen Fächergewölben, die vorher schon im Chapter-House und dann im Chor auftreten. Entlang der mächtigen Scheitelrippe treffen sich die Fächerrippen (Tiercerons) jeweils in einem Schlussstein, ebenso wie an den kleinen Scheitelrippen der Stichkappen. Die Rippenzahl ist im Vergleich zur Kathedrale von Lincoln auf 13 pro Joch erhöht. Die Rippen lassen durch ihre starke Profilierung eine zusätzliche Licht- und Schattenwirkung entstehen. Die Bedeutung des Joches ist weiter eingeschränkt, der Fächer ist die entscheidende optische Einheit. Die auch hier vorhandene Stern-Figur geht darin unter. Nachfolger dieser Form finden sich im Kapitelhaus von Wells und im Oktogon der Kathedrale von Ely.
Bemerkenswert ist die sog. Sängertribüne (Minstrel’s Gallery) von ca. 1340 an der Nordwand des Langhauses. Die Brüstung bildet ein bemaltes Steinrelief mit zwölf musizierenden Engeln. Sie wird auch heute noch vom Chor der Kathedrale genutzt.
Der erste Schlussstein des Deckengewölbes vom Westportal aus zeigt eine detaillierte Darstellung der Ermordung von Thomas Becket.
Über den Flügeln des Haupt-Querschiffs erhebt sich je ein Turm, die Ost-Querschiff-Arme sind nur als Kapellenanbauten an die Chorseitenschiffe ausgebildet.
Im Zweiten Weltkrieg wurde der Südteil des Chores bei einem der Baedeker-Angriffe deutscher Bomber erheblich beschädigt.

## Ausstattung

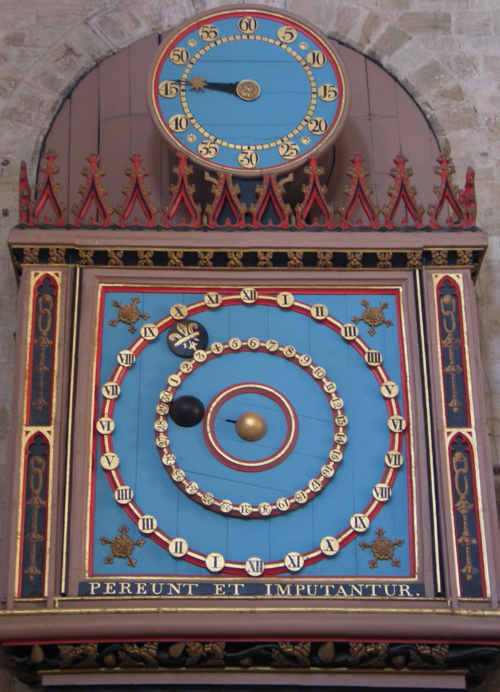
Astronomische Uhr

### Astronomische Uhr
Die Uhr ist eine der berühmten Gruppe von astronomischen Uhren des 14. bis 16. Jahrhunderts, die man in Westengland findet (zum Beispiel auch in der Kathedrale von Salisbury, der Kathedrale von Wells, St. Mary in Ottery St Mary und im Wimborne Minster). Das untere Zifferblatt ist der älteste Teil der Uhr, wahrscheinlich um 1480 entstanden. Eine Scheibe mit dem Symbol der Fleur de Lys zeigt die Zeit auf einem Vierundzwanzig-Stunden-Zifferblatt und die Position der Sonne im Himmel an. In der Mitte des Zifferblattes zeigt eine silberne Kugel die Mondphasen. Das obere Zifferblatt wurde in den 1760er Jahren hinzugefügt und gibt die Minuten an. Der lateinische Spruch unter dem Stundenanzeiger Pereunt et Imputantur war ein beliebter Spruch für Uhren. Er bedeutet „sie vergehen und werden uns hinzu gezählt“. Der originale Uhrwerksmechanismus, oftmals verändert, repariert und vernachlässigt, wurde im frühen 20. Jahrhundert ersetzt und ist heute auf dem Boden davor aufgestellt.

### Orgel

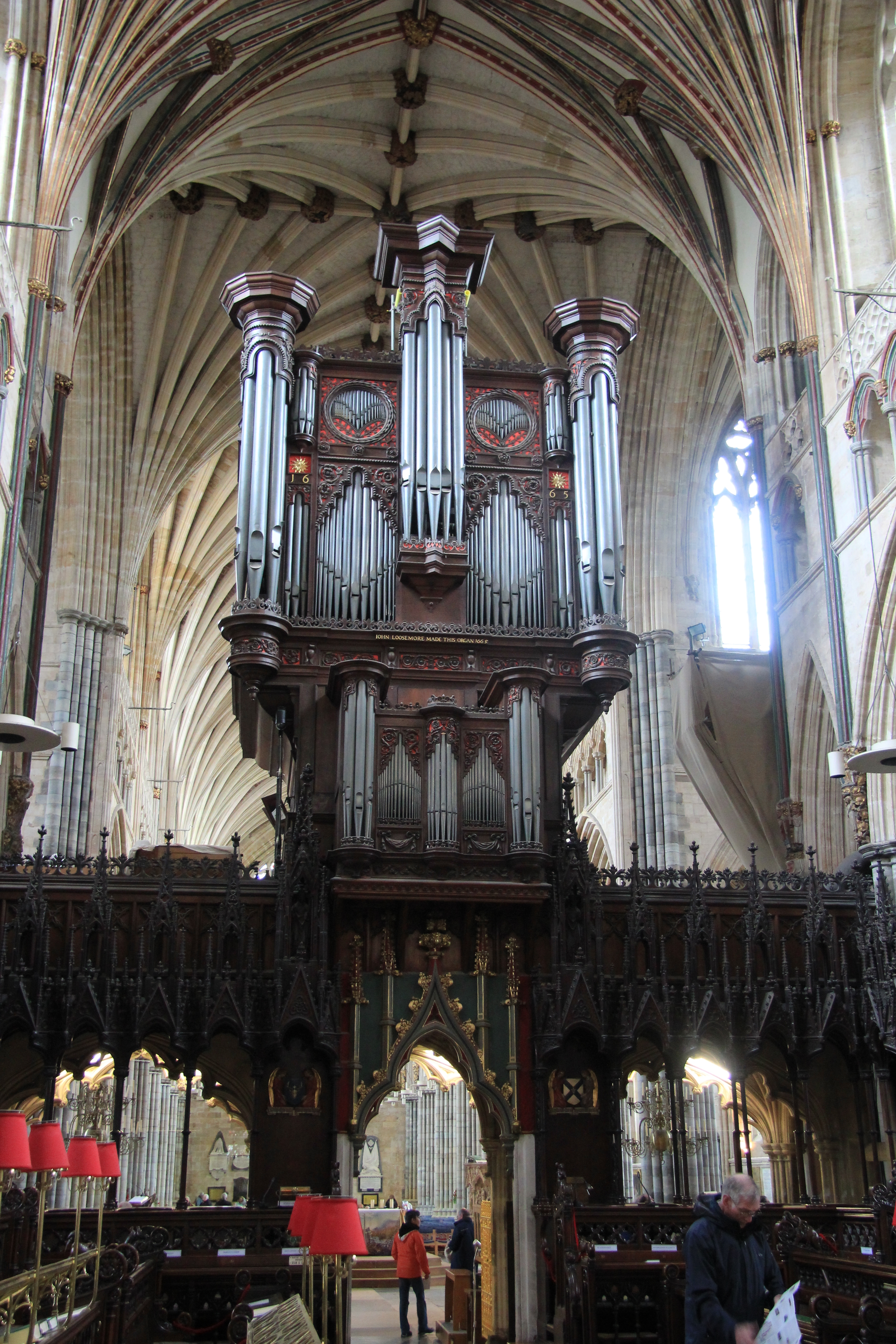
Blick auf den Orgelprospekt

Die Kathedralorgel geht in Teilen zurück auf das erste Instrument aus dem Jahr 1665, das 1891 von dem Orgelbauer Henry Willis grundlegend neugebaut und erweitert wurde, und 1931 durch die Orgelbauer Harrison & Harrison erneut umfassend umgebaut wurde. Das Instrument hat 59 Register auf vier Manualen und Pedal. Zusätzlich befindet sich im Altarraum ein kleines einmanualiges Instrument mit Pedalregister, das von der Kathedralorgel aus angespielt werden kann.
Eine der Besonderheiten der Orgel ist das Register Trompette Militaire im Solowerk. Dieses Register gibt es in Großbritannien ansonsten nur in der Kathedrale von Liverpool und in St. Paul’s in London.
| I Hauptwerk C–g3 |                      |       |
| 1.               | Double Open Diapason | 16′   |
| 2.               | Open Diapason I      | 8′    |
| 3.               | Open Diapason II     | 8′    |
| 4.               | Stopped Diapason     | 8′    |
| 5.               | Dulciana             | 8′    |
| 6.               | Principal            | 4′    |
| 7.               | Harmonic Flute       | 4′    |
| 8.               | Twelfth              | 2 ⁄3′ |
| 9.               | Fifteenth            | 2′    |
| 10.              | Mixture IV           |       |
| 11.              | Sharp Mixture III    |       |
| 12.              | Double Trumpet       | 16′   |
| 13.              | Trumpet              | 8′    |
| 14.              | Clarion              | 4′    |

| II Schwellwerk C–g3 |                  |       |
| 15.                 | Quintadena       | 16′   |
| 16.                 | Open Diapason    | 8′    |
| 17.                 | Stopped Diapason | 8′    |
| 18.                 | Salicional       | 8′    |
| 19.                 | Voix Celeste     | 8′    |
| 20.                 | Principal        | 4′    |
| 21.                 | Flute            | 4′    |
| 22.                 | Twelfth          | 2 ⁄3′ |
| 23.                 | Fifteenth        | 2′    |
| 24.                 | Mixture IV       |       |
| 25.                 | Contra Fagotto   | 16′   |
| 26.                 | Hautboy          | 8′    |
| 27.                 | Cornopean        | 8′    |
| 28.                 | Clarion          | 4′    |
|                     | Tremulant        |       |

| III Chorwerk C–g3 |                  |        |
| 29.               | Lieblich Bourdon | 16′    |
| 30.               | Lieblich Gedackt | 8′     |
| 31.               | Viola            | 8′     |
| 32.               | Lieblich Flute   | 4′     |
| 33.               | Nazard           | 2 ⁄3′  |
| 34.               | Open Flute       | 2′     |
| 35.               | Tierce           | 1 3⁄5′ |
| 36.               | Twenty Second    | 1′     |
| 37.               | Cimbel III       |        |
|                   | Tremulant        |        |

| IV Solowerk C–g3 |                     |    |
| 38.              | Viole d’Orchestre   | 8′ |
| 39.              | Claribel Flute      | 8′ |
| 40.              | Viole Octaviante    | 4′ |
| 41.              | Harmonic Flute      | 4′ |
| 42.              | Piccolo             | 2′ |
| 43.              | Corno di Bassetto   | 8′ |
| 44.              | Orchestral Oboe     | 8′ |
| 45.              | Vox Humana          | 8′ |
|                  | Tremulant           |    |
|                  |                     |    |
|                  |                     |    |
|                  | Hochdruckregister   |    |
| 46.              | Tuba                | 8′ |
| 47.              | Trompette Militaire | 8′ |

| Pedalwerk C–f1 |                |     |
| 48.            | Contra Violone | 32′ |
| 49.            | Open Diapason  | 16′ |
| 50.            | Violone        | 16′ |
| 51.            | Bourdon        | 16′ |
| 52.            | Quintadena     | 16′ |
| 53.            | Octave         | 8′  |
| 54.            | Violoncello    | 8′  |
| 55.            | Flute          | 8′  |
| 56.            | Fifteenth      | 4′  |
| 57.            | Octave Flute   | 4′  |
| 58.            | Mixture II     |     |
| 59.            | Trombone       | 16′ |

| Altar-Orgel C–g3 |                    |     |
| 60.              | Bourdon (= Nr. 67) | 16′ |
| 61.              | Open Diapason      | 8′  |
| 62.              | Stopped Diapason   | 8′  |
| 63.              | Principal          | 4′  |
| 64.              | Fifteenth          | 2′  |
| 65.              | Mixtur V           |     |
| 66.              | Bourdon            | 8′  |

| Altar-Orgel (Pedal) C–f1 |         |     |
| 67.                      | Bourdon | 16′ |